# Gertrude Vanderbilt Whitney
Gertrude Vanderbilt Whitney, née le 9 janvier 1875 à Manhattan, New York, et morte le 18 avril 1942 également à Manhattan, est une sculptrice et une collectionneuse d'art et mécène. Elle fonde le Whitney Museum of American Art en 1931, à New York. Elle était une figure sociale et une hôtesse de premier plan, née dans la riche famille Vanderbilt et mariée dans la famille Whitney.

## Jeunesse
Gertrude Vanderbilt nait le 9 janvier 1875 à New York, deuxième fille de Cornelius Vanderbilt II (1843–1899) et d'Alice Claypoole Gwynne (1852–1934), et arrière-petite-fille du commodore Cornelius Vanderbilt. Elle est une des héritières de la fortune des Vanderbilt. Sa sœur aînée est décédée avant sa naissance, mais elle grandit avec plusieurs frères et une sœur cadette. La maison de la famille à New York est un manoir opulent situé au 742-748 Cinquième Avenue, également connu sous le nom de 1 West 57th Street. Jeune fille, Gertrude passe ses étés à Newport (Rhode Island), dans la maison d'été familiale, The Breakers, où elle suit les garçons dans toutes leurs activités sportives. Elle est éduquée par des tuteurs et à l'école privée pour filles Brearley School à New York. Elle conserve de petits dessins et des aquarelles dans ses journaux personnels, qui sont ses premiers signes d'intérêt pour les arts. 

## Formation et premières œuvres
Gertrude Vanderbilt s'efforce de tenir son rôle de jeune fille de la haute société, puis de femme du monde, contrariant ainsi sa nature fantasque et son tempérament d'artiste. Ses biographes soulignent que cela l'oblige à mener en quelque sorte une double vie.
Lors d'une visite en Europe au début des années 1900, Gertrude Whitney découvre le monde artistique en plein essor de Montmartre et de Montparnasse, à Paris. Ce qu’elle voit l’encourage à suivre sa créativité et à devenir sculptrice.
Elle étudie à l'Art Students League of New York avec Hendrik Christian Andersen et James Earle Fraser,. Parmi les autres étudiantes, figurent Anna Hyatt Huntington et Malvina Hoffman.  Elle étudie à Paris avec Andrew O'Connor et reçoit également des conseils d'Auguste Rodin,, qui est un temps son professeur. Sa formation auprès de sculpteurs de monuments publics a influencé son orientation ultérieure. Bien que ses catalogues comprennent de nombreuses sculptures plus petites,,, elle est surtout connue aujourd'hui pour ses œuvres monumentales. 
Sa première commande publique est Aspiration, un nu masculin grandeur nature en plâtre, qui est installé à l'extérieur du New York State Building lors de l'Exposition pan-américaine de Buffalo (New York), en 1901,,. 
Au début, elle travaille sous un faux nom, craignant d'être considérée comme une mondaine et que son travail ne soit pas pris au sérieux,. Ni sa famille ni (après son mariage) son mari ne soutiennent son désir de travailler sérieusement en tant qu’artiste. Elle dit un jour à un ami artiste : « Ne t'attends jamais à ce qu'Harry prenne ton travail au sérieux… Cela n’a jamais fait de différence pour lui que je ressente ce que je ressens à propos de l’art, et cela ne le fera jamais (sauf comme source d'agacement). » Elle pense qu'un homme aurait été pris plus au sérieux en tant qu'artiste et que sa richesse la met dans une situation perdante : critiquée si elle accepte des commandes parce que d'autres artistes sont plus nécessiteux, mais accusée de casser le marché si elle n'est pas payée.  
En 1907, elle aménage un appartement et un studio à Greenwich Village, ainsi qu'un atelier à Passy, quartier à la mode du 16e arrondissement de Paris.Tout en menant une vie mondaine, elle sculpte, dessine et peint dans ses ateliers. Elle fréquente une danseuse des Ziegfeld Follies (ce dont on se sert contre elle), le sculpteur Frederick Hazltine et des peintres.
En 1910, elle expose ses œuvres publiquement sous son propre nom. Elle présente Paganisme Immortel, la statue d'une jeune fille assise sur un rocher, les bras tendus, à côté d'une figure masculine, à l'Académie américaine des beaux-arts de 1910. Le Paysan espagnol est accepté au Salon de Paris en 1911 et La Fontaine aztèque reçoit une médaille de bronze en 1915 à l'Exposition de San Francisco. Sa première exposition personnelle a lieu à New York en 1916. La première exposition caritative qu'elle organise a lieu en 1914, intitulée 50-50 Art Sale.

## Première Guerre mondiale

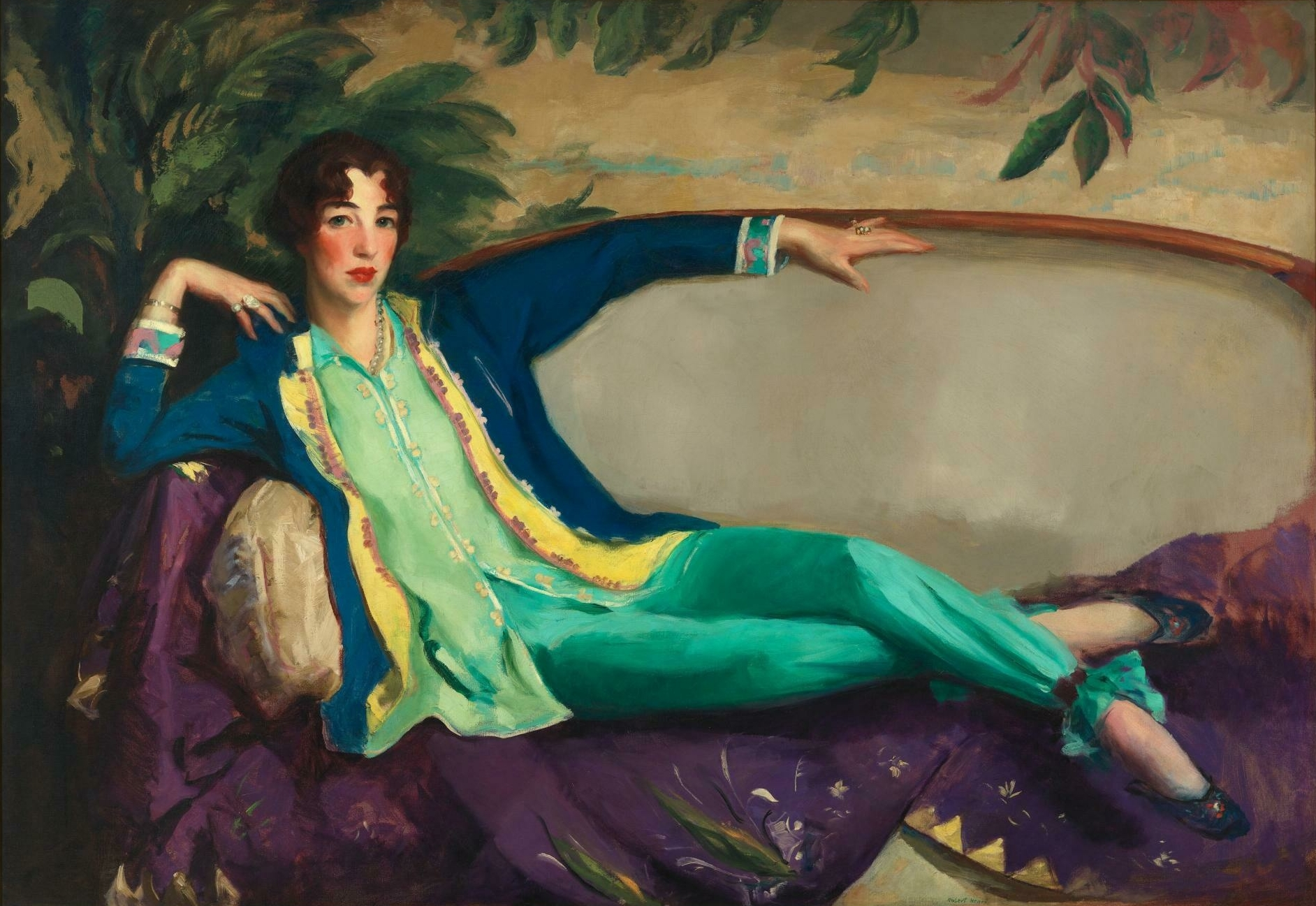
Robert Henri, GertrudeVanderbilt Whitney, 1916.

Pendant la Première Guerre mondiale, Gertrude Whitney consacre une grande partie de son temps et de son argent à divers efforts de guerre, en établissant et en entretenant un hôpital entièrement opérationnel pour les soldats blessés à Juilly (Seine-et-Marne), à environ 35 km au nord-ouest de Paris. 
Elle y réalise des dessins des soldats, qui sont devenus les projets de ses monuments commémoratifs à New York. Son travail d'avant-guerre avait un style beaucoup moins réaliste, dont elle s'éloigne pour donner à l'œuvre un sentiment plus sérieux.  
En 1915, son frère Alfred Gwynne Vanderbilt périt dans le naufrage du RMS Lusitania. 
Elle réalise une série de pièces plus petites représentant de manière réaliste des soldats en temps de guerre,, mais ces œuvres ne sont pas considérées comme particulièrement importantes de son vivant. Depuis sa mort, les critiques ont reconnu leur qualité artistique.  

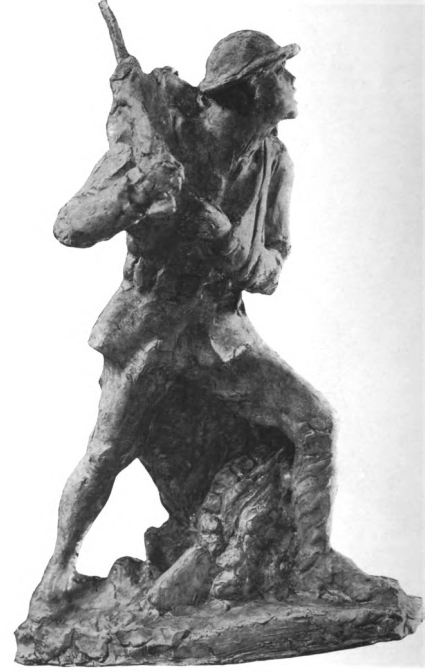
Chateau Thierry
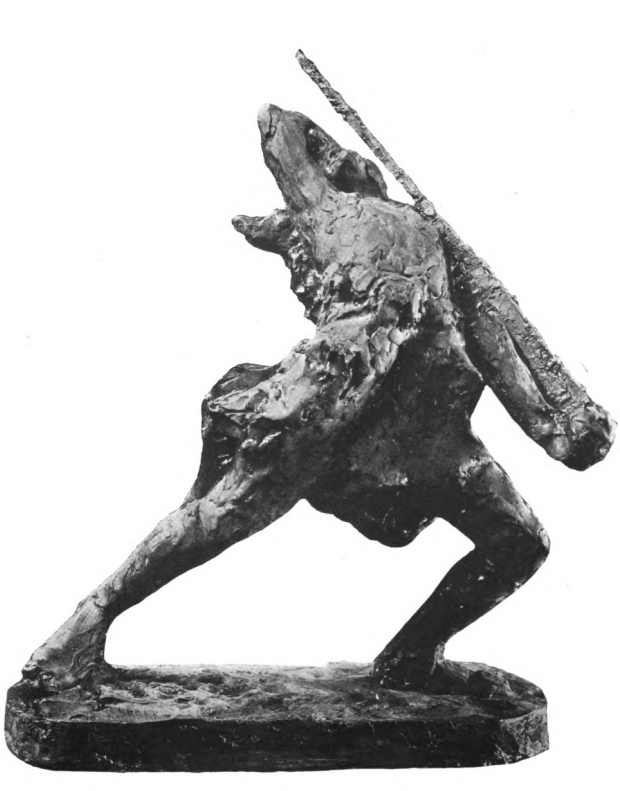
Sa dernière Charge
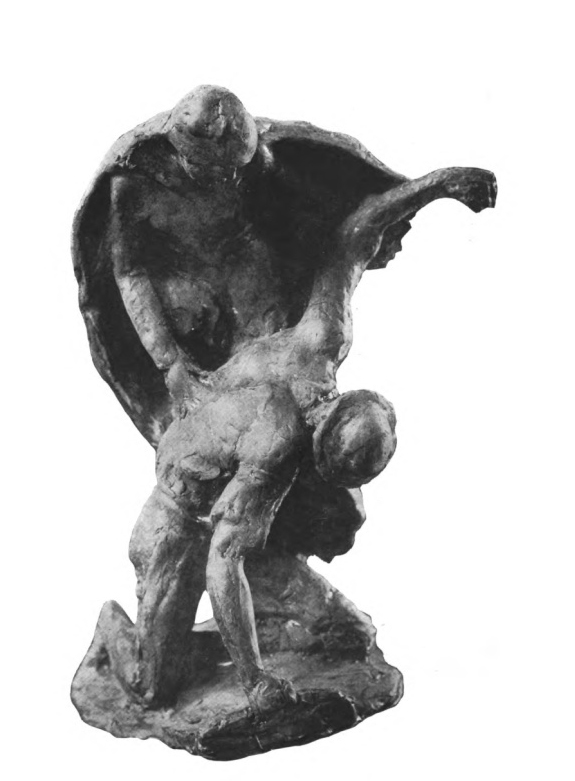
Trouvé
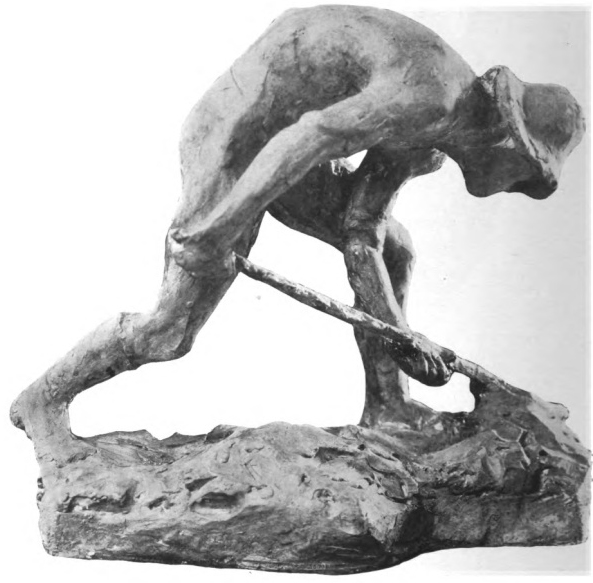
Ingénieurs

## Expositions

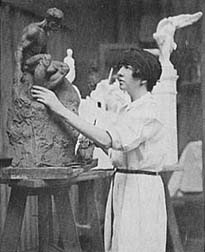
Gertrude Vanderbilt Whitney dans son atelier vers 1920.

En plus de participer à des expositions avec d'autres artistes, Gertrude Whitney organise un certain nombre d'expositions personnelles au cours de sa carrière, notamment une exposition de ses sculptures de guerre dans son studio de la huitième rue en novembre 1919, une exposition à l'Art Institute of Chicago du 1er mars au 15 avril 1923, et une autre à New York du 17 au 28 mars 1936. La majorité des œuvres créées durant cette période sont réalisées dans son atelier à Paris. Le Whitney Museum of American Art organise une exposition commémorative de ses œuvres en 1943.

### Sculptures de l'exposition de 1936

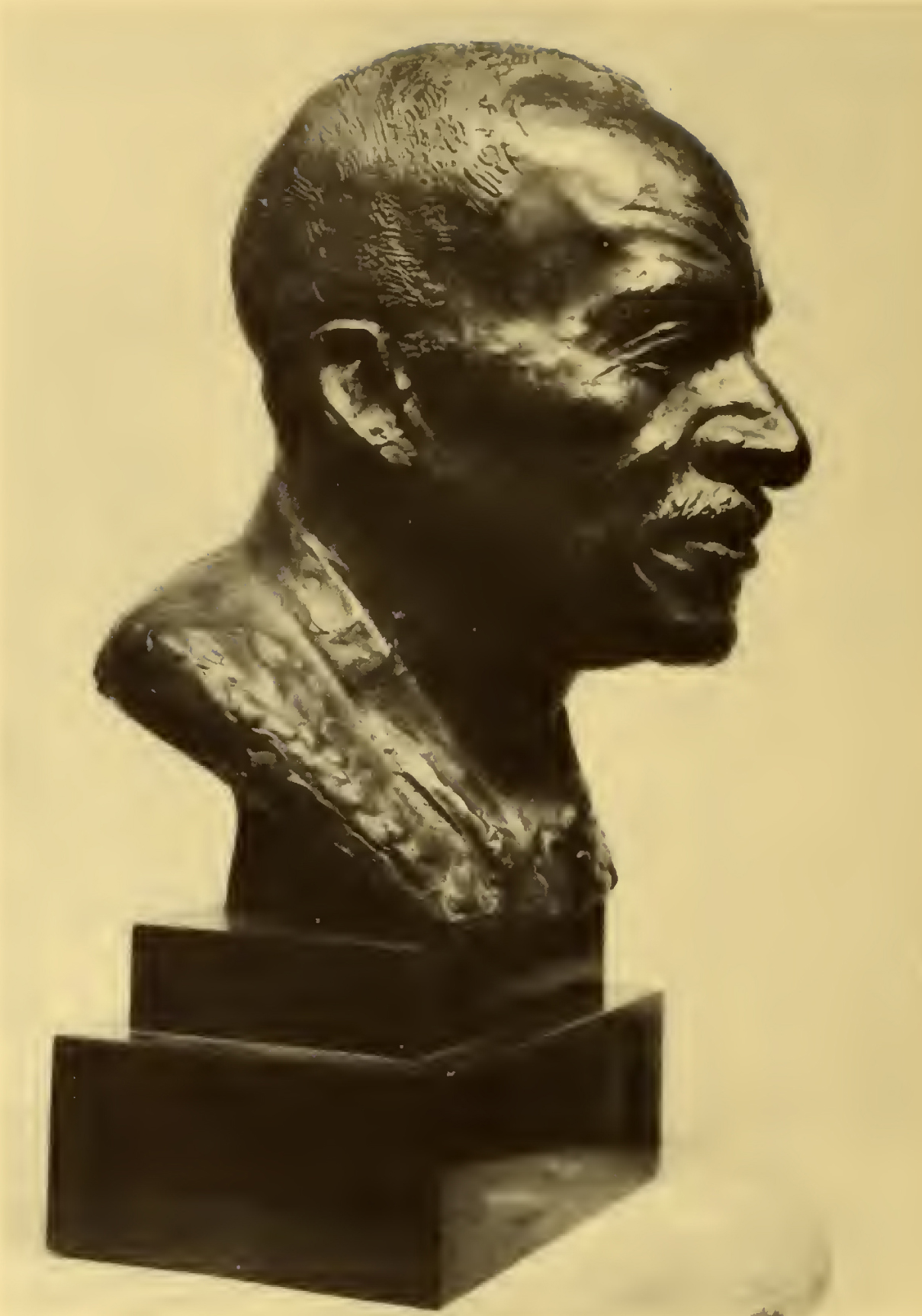
John
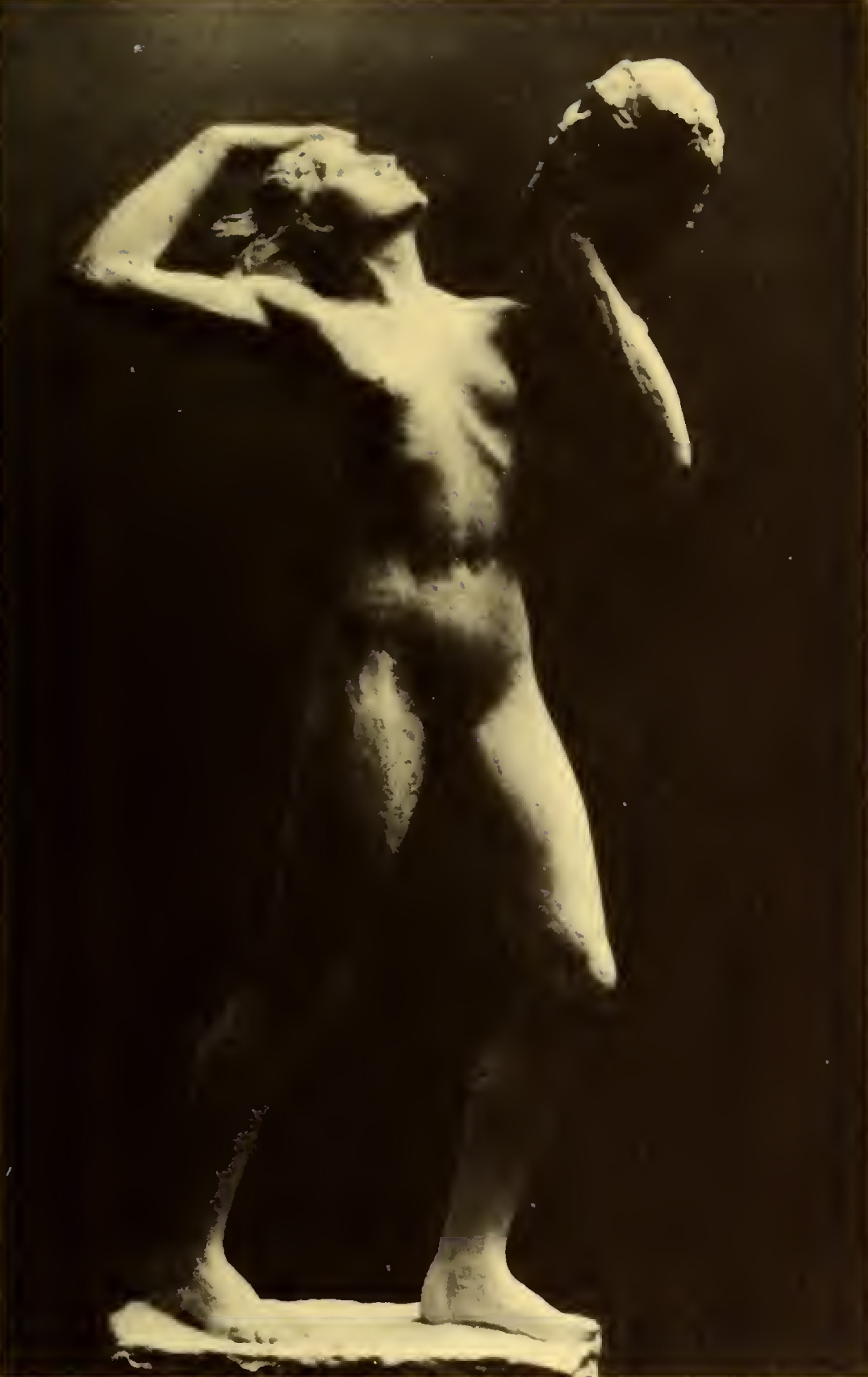
Salome
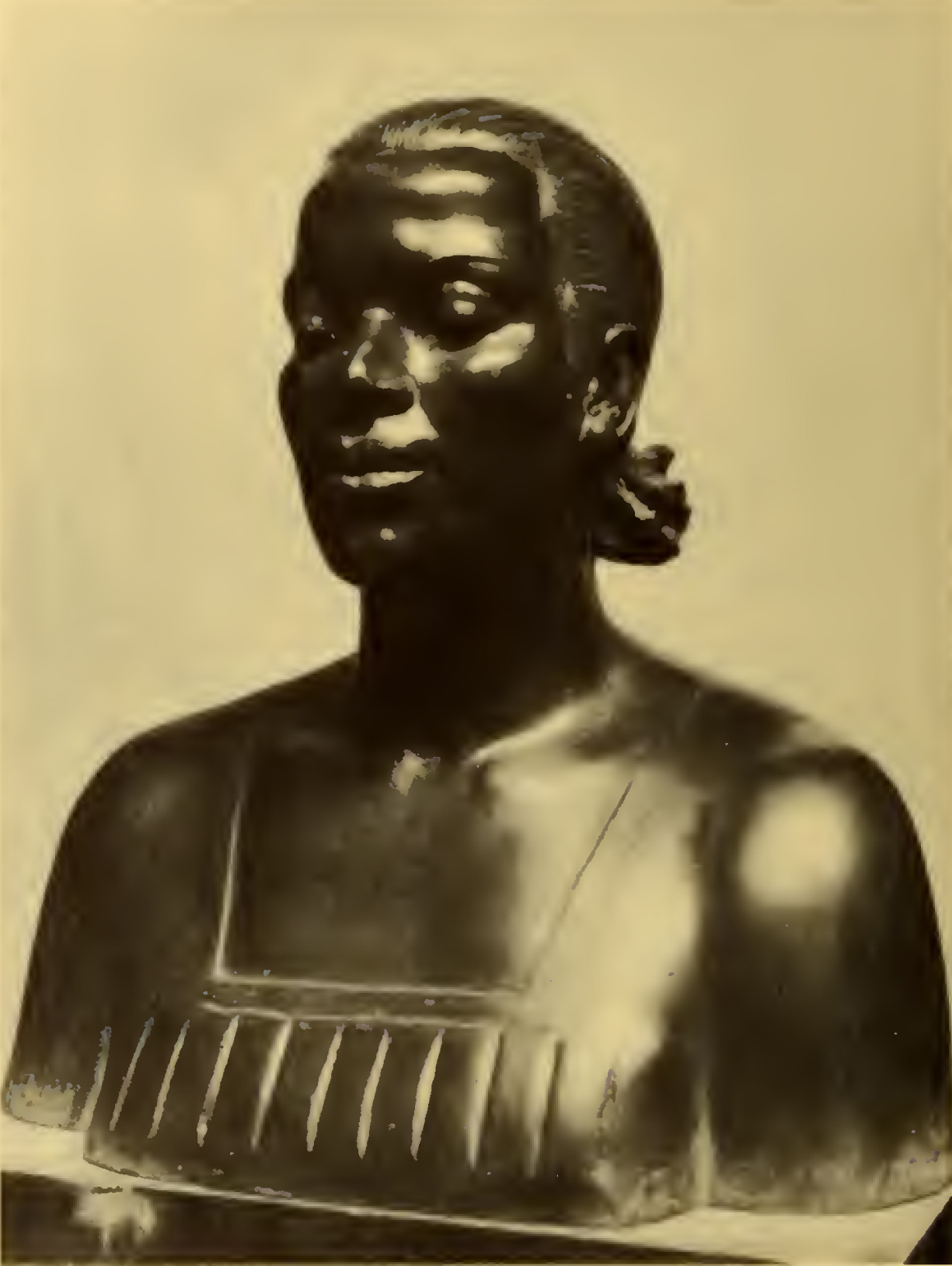
Gwendolyn
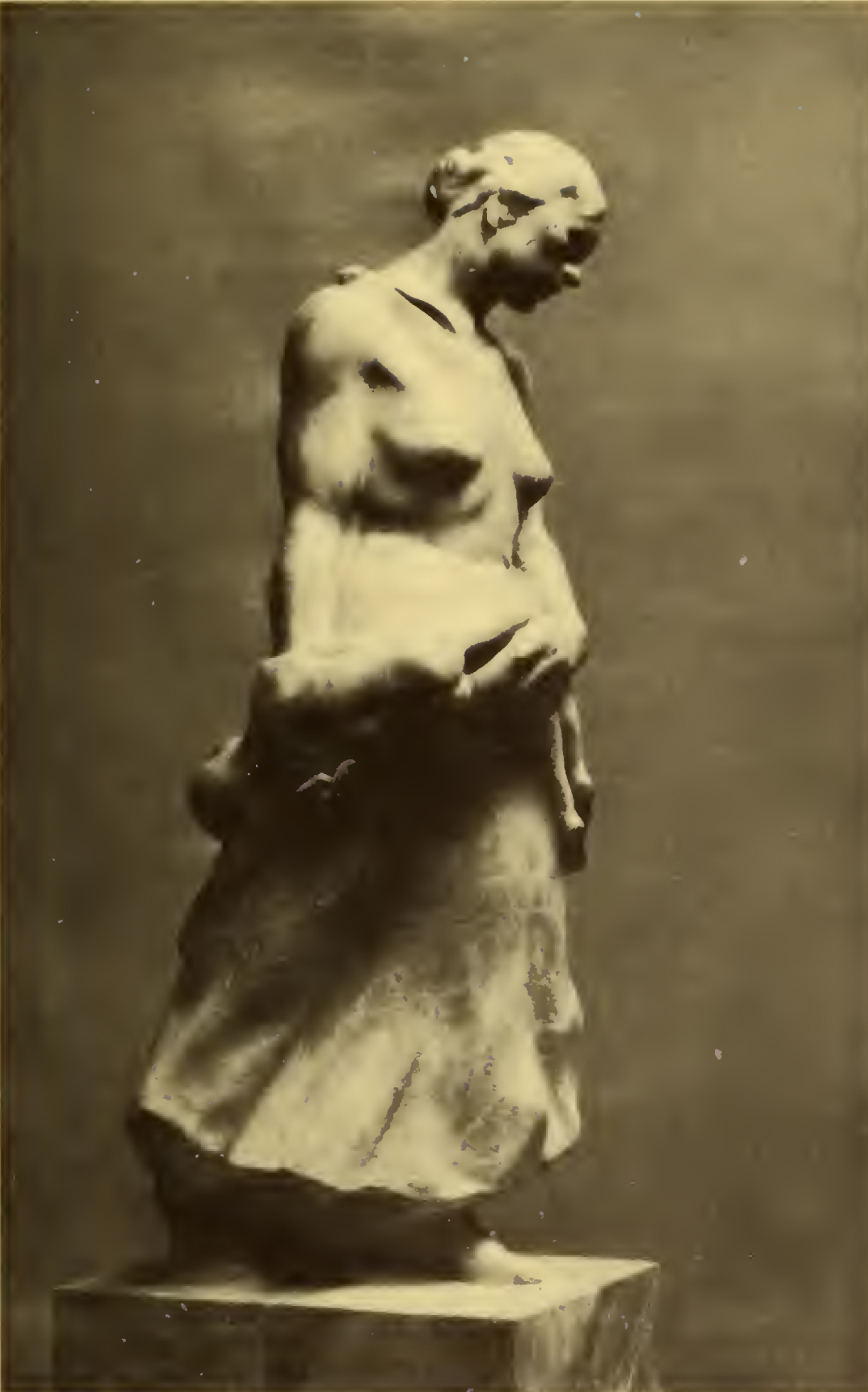
Mère et enfant
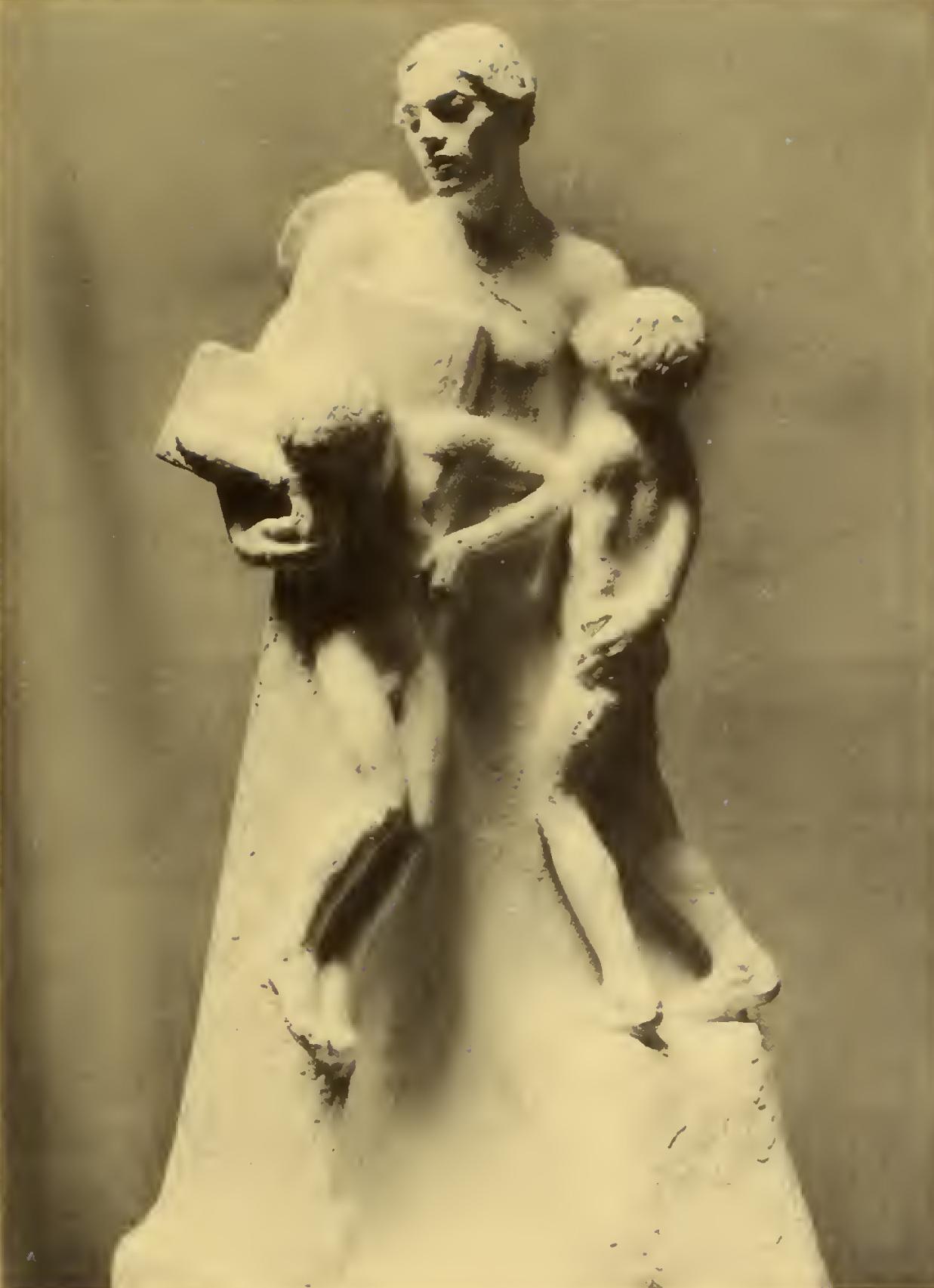
sans nom
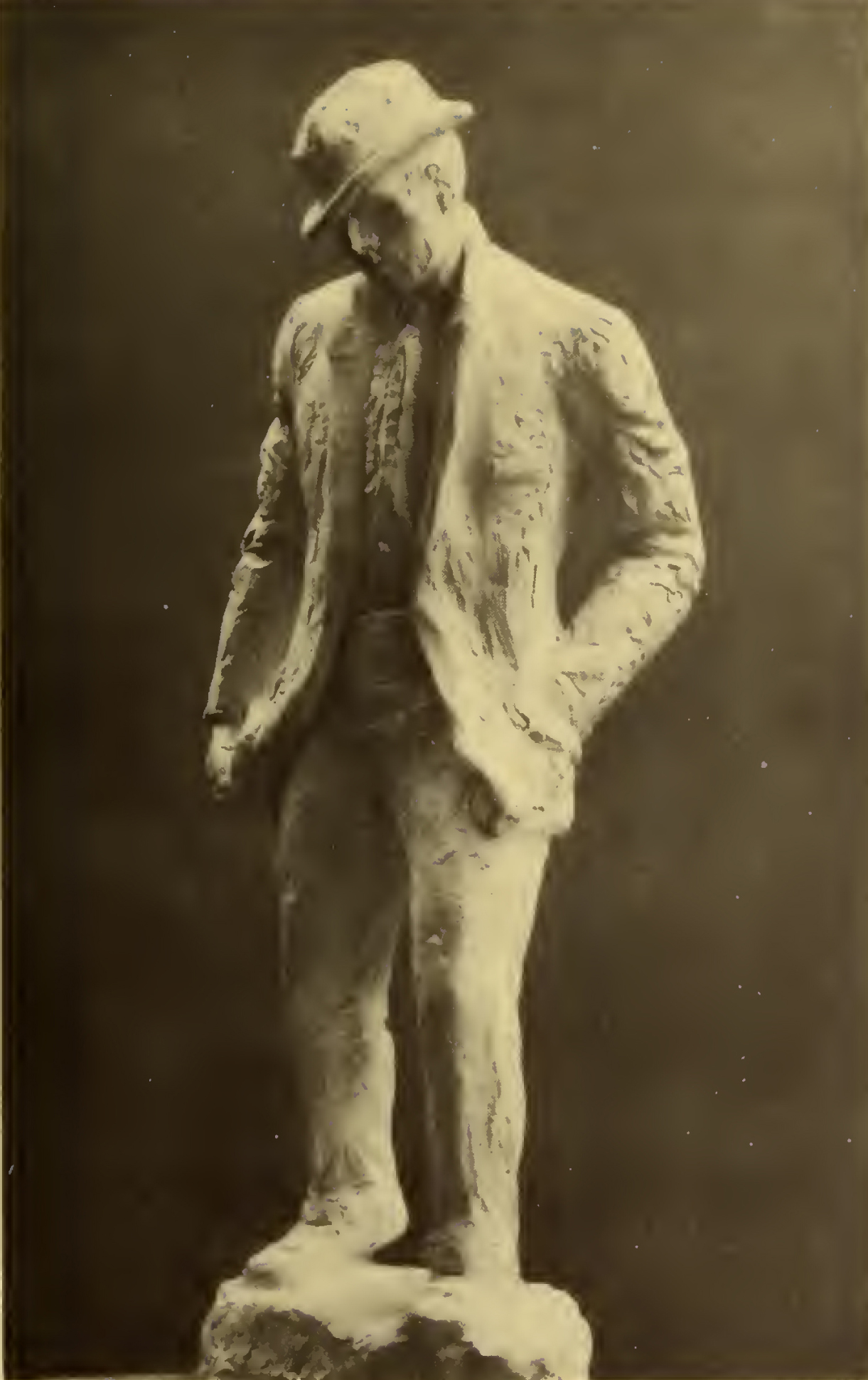
Sketch

## Sculptures monumentales
Après la fin de la guerre, Whitney participe également à la création d’un certain nombre de sculptures commémoratives. Au cours des années 1920, ses œuvres sont saluées par la critique en Europe et aux États-Unis, en particulier ses œuvres monumentales. Au cours des années 1930, la popularité des pièces monumentales décline. Les dernières œuvres d'art public de Whitney sont Spirit of Flight, créé pour l'Exposition universelle de New York 1939-1940 et Peter Stuyvesant à New York. 
Parmi les nombreuses œuvres de Gertrude Vanderbilt Whitney aux États-Unis, figurent : 
- Fontaine aztèque, bâtiment de l'Union panaméricaine, Washington, DC, 1912[31],
- Fontaine d'El Dorado, exposition Panama-Pacifique de 1915, San Francisco, Californie,
- Deux reliefs sur l'Arc de la Victoire, Madison Square, New York, 1918–1919[29],[32],
- Mémorial de guerre de Washington Heights-Inwood, Mitchell Square Park, Washington Heights, New York, érigé en 1922[33],
- Buffalo Bill - L'éclaireur, Mémorial William F. Cody, Cody (Wyoming), inauguré en 1924,
- Mémorial Untermyer, cimetière de Woodlawn, New York, 1925[34],[35],
- Les Fondatrices des Filles de la révolution américaine, un mémorial en l'honneur des quatre fondatrices, Constitution Hall, Washington, DC, inauguré en 1929 ; Whitney est membre des Filles de la révolution américaine[36],[37],
- Mémorial du Titanic, Washington, DC, inauguré en 1931[38],
- Monument à Peter Stuyvesant, New York, 1936-1939,
- To the Morrow, ou  Wings, ou Spirit of Flight[7] créé pour l'Exposition universelle de New York, 1939.

Le Mémorial du Titanic est considéré par les critiques comme la réalisation la plus importante de sa carrière artistique. La statue est construite suite à un prix de 50 000 $ remporté lors d'un concours qu'elle a gagné en 1914. 
Whitney crée également créé des œuvres qui se trouvent aujourd'hui dans d'autres pays, notamment le Mémorial des forces expéditionnaires américaines dans le port de Saint-Nazaire, en France (1924),. Le gouvernement français a acheté une réplique en marbre de la tête du Mémorial du Titanic, aujourd'hui conservée au musée du Luxembourg à Paris.
Elle sculpte le Mémorial de Christophe Colomb (également connu sous le nom de Monument à la foi de la découverte), à Huelva, en Espagne (1928-1933). De style cubiste, c'est l'une de ses plus grandes œuvres.
En 1931, Whitney offre la Fontaine des Caryatides à l'université McGill à Montréal, Canada. La fontaine est également appelée la Fontaine de la Bonne Volonté, la Fontaine de l'Amitié, la Fontaine Whitney, Les Trois Grâces et, parce qu'elle se compose de trois hommes nus, Les Trois Nus. Il existe également une version en bronze de cette fontaine sur la place Washington à Lima, au Pérou. 

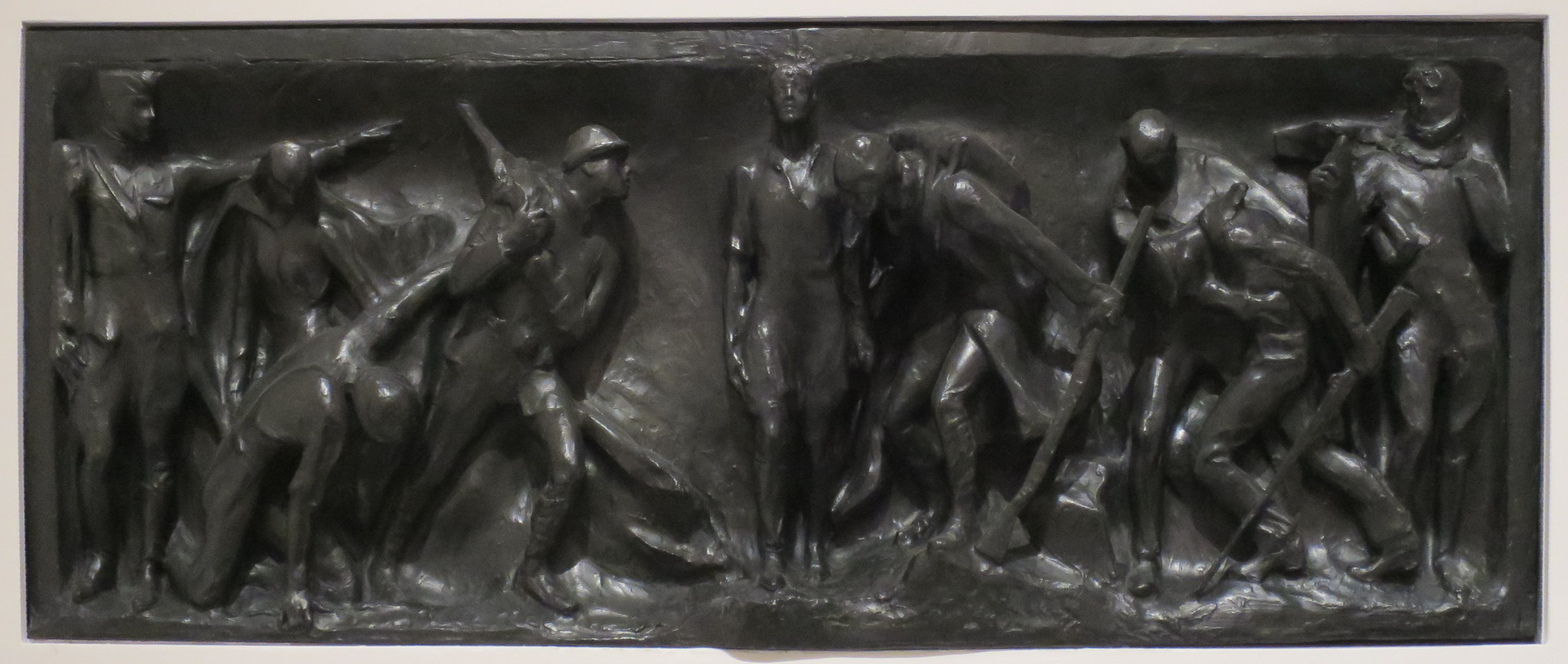
Arche de la Victoire, l'un des deux reliefs en bronze, New York
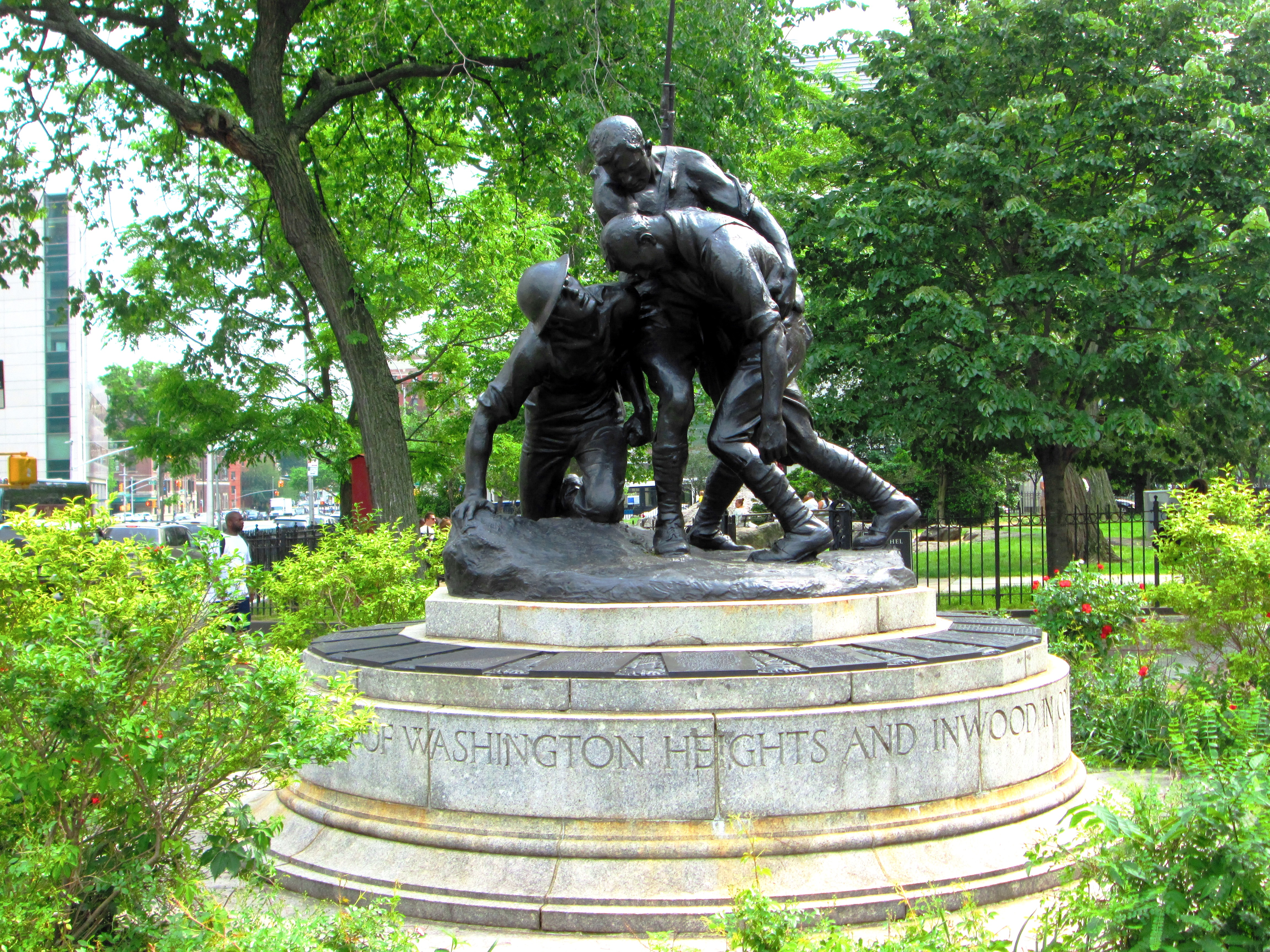
Mémorial de guerre de Washington Heights-Inwood (Première Guerre mondiale), New York
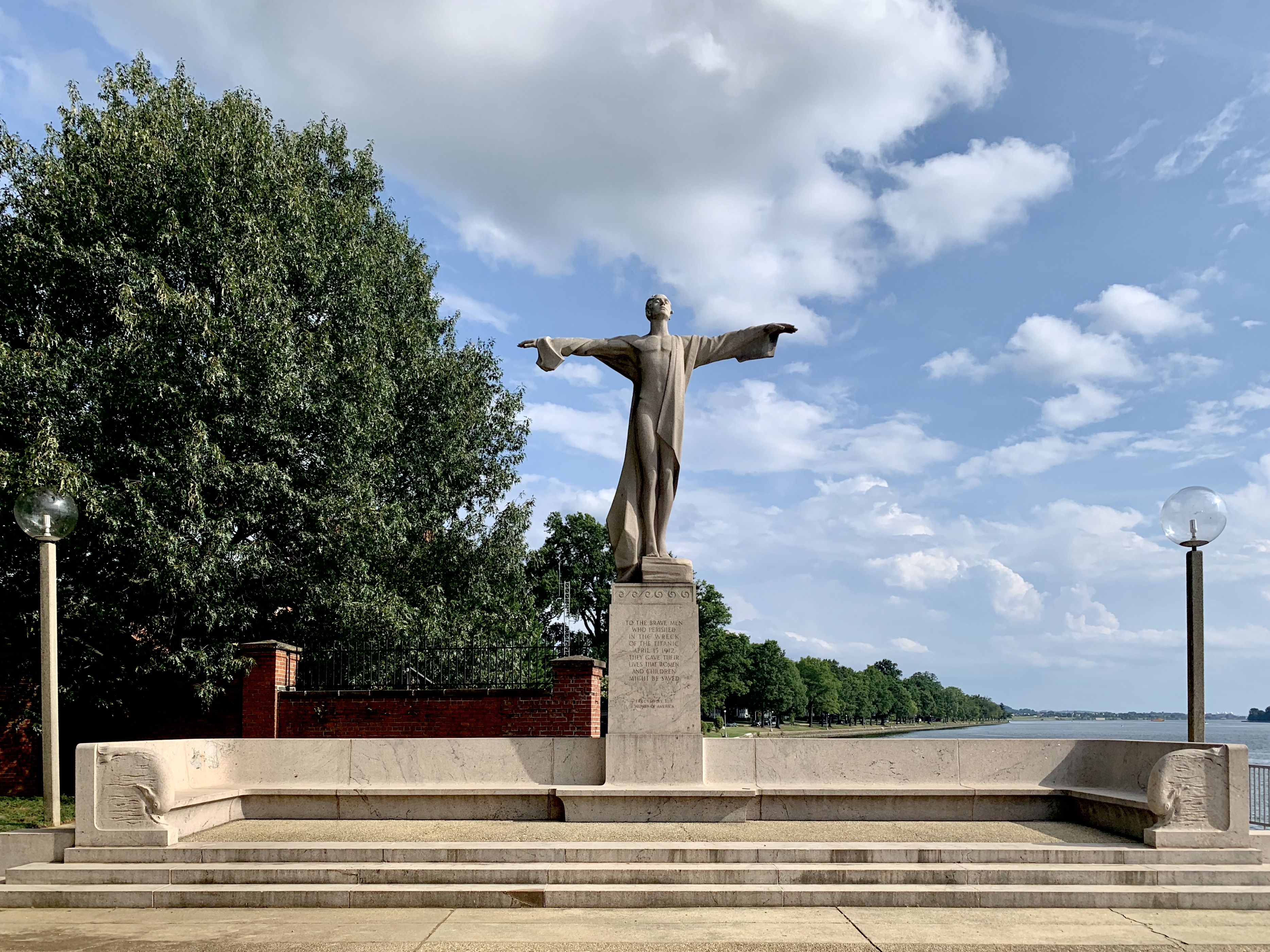
Mémorial du Titanic, Washington, DC
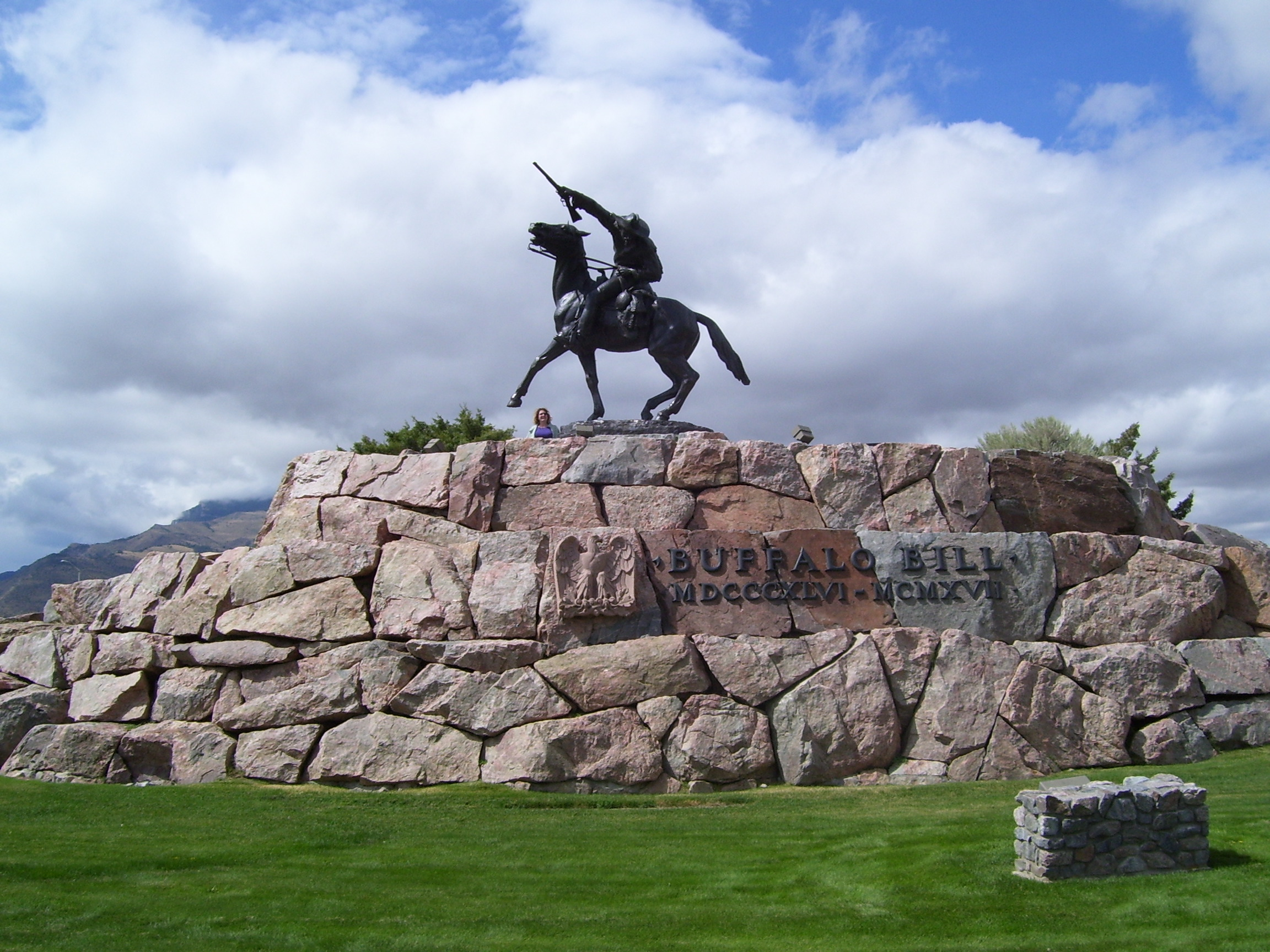
Buffalo Bill - L'Éclaireur, Cody, Wyoming
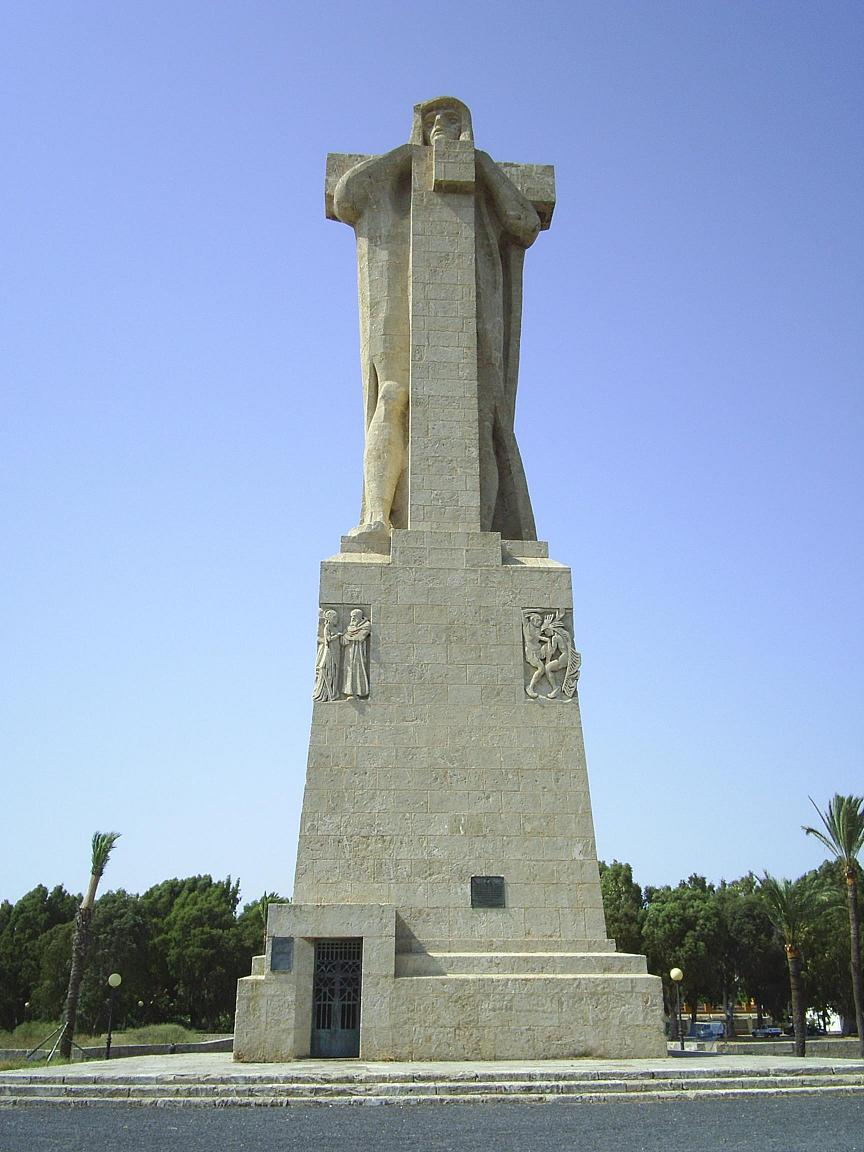
Monument à Colomb, Huelva, Espagne
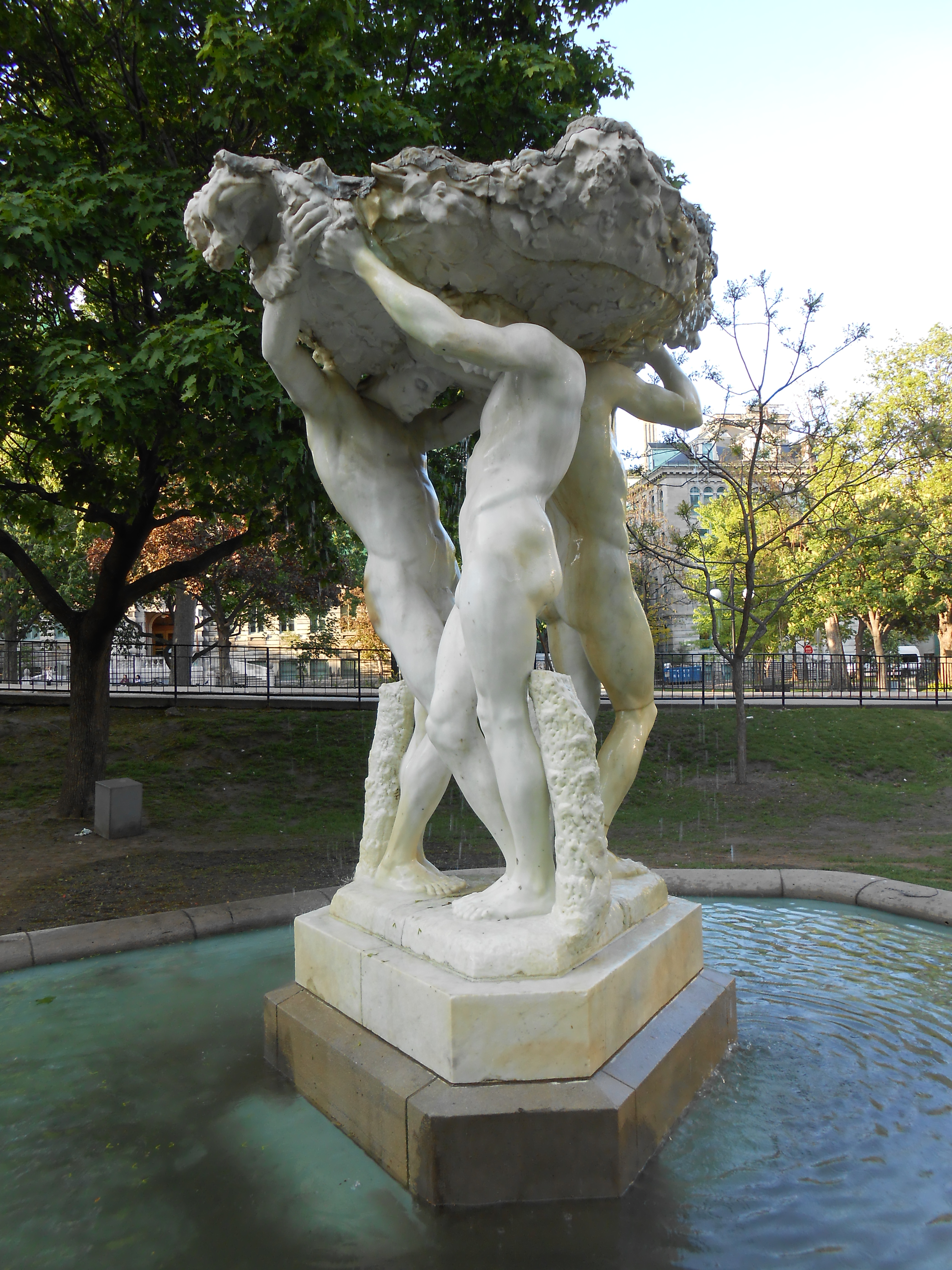
Les Trois Grâces, Université McGill, Montréal, Canada
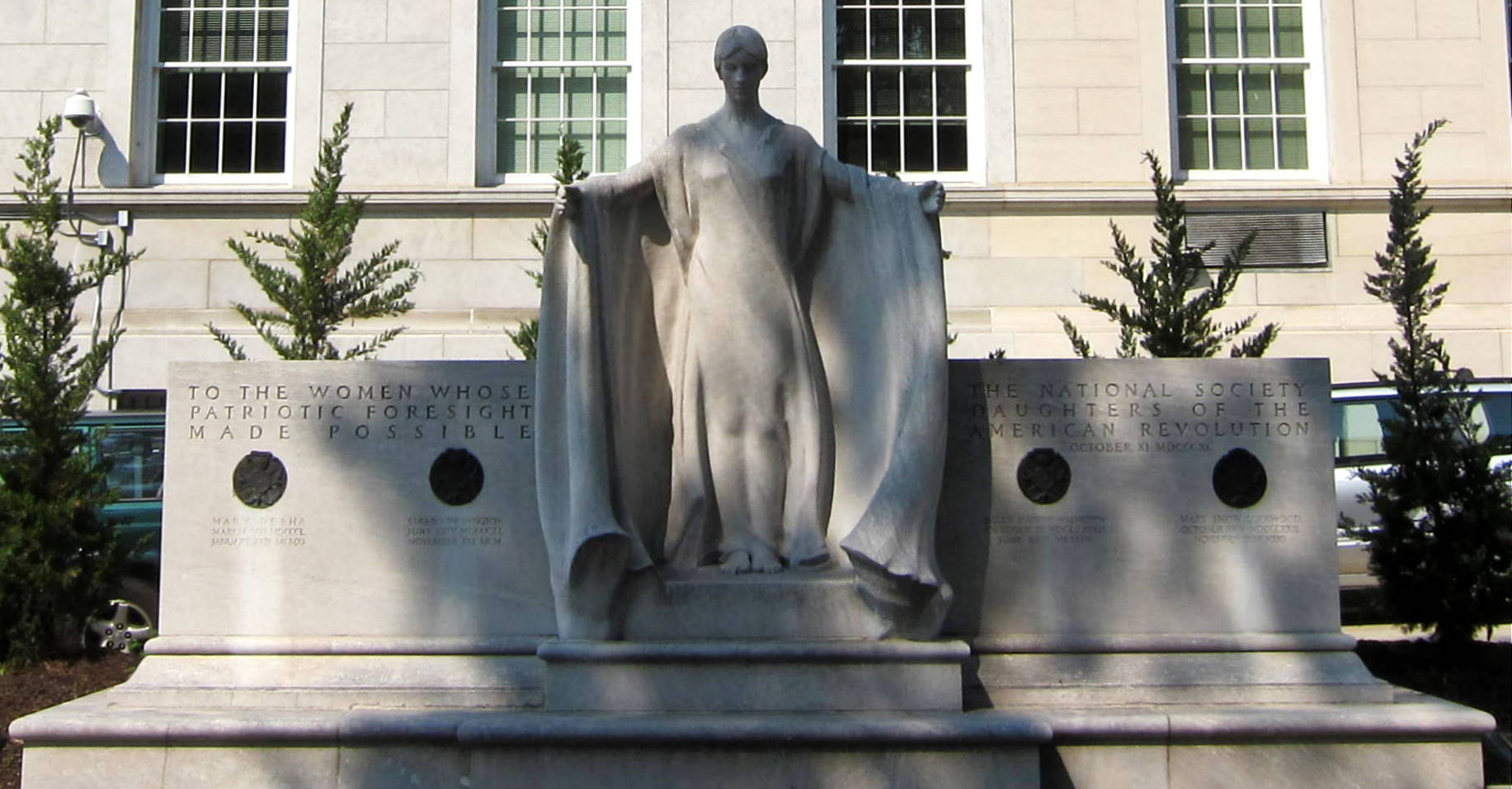
Les Fondatrices des Filles de la Révolution américaine, Washington, DC
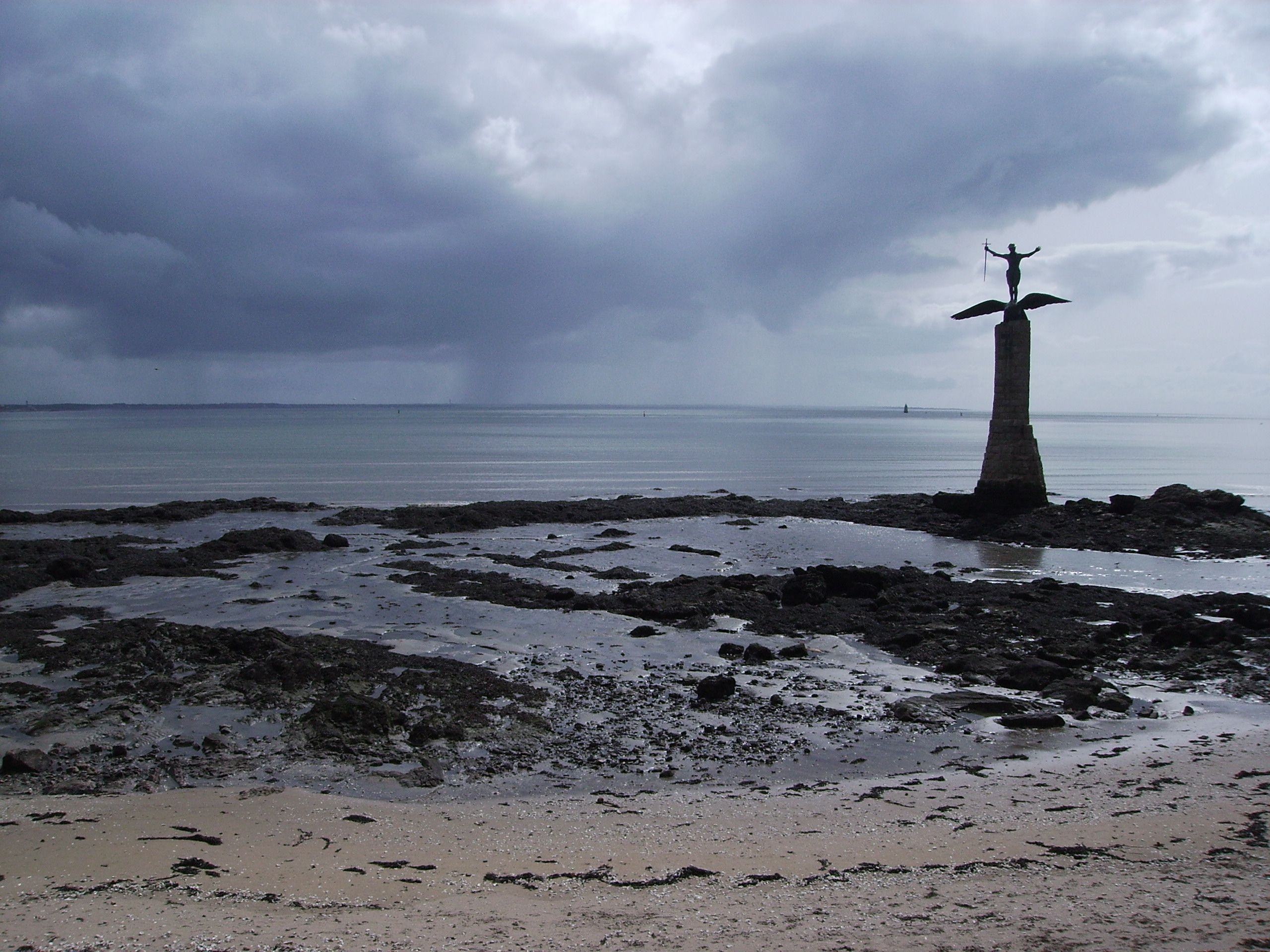
Mémorial des forces expéditionnaires américaines, Saint-Nazaire, France
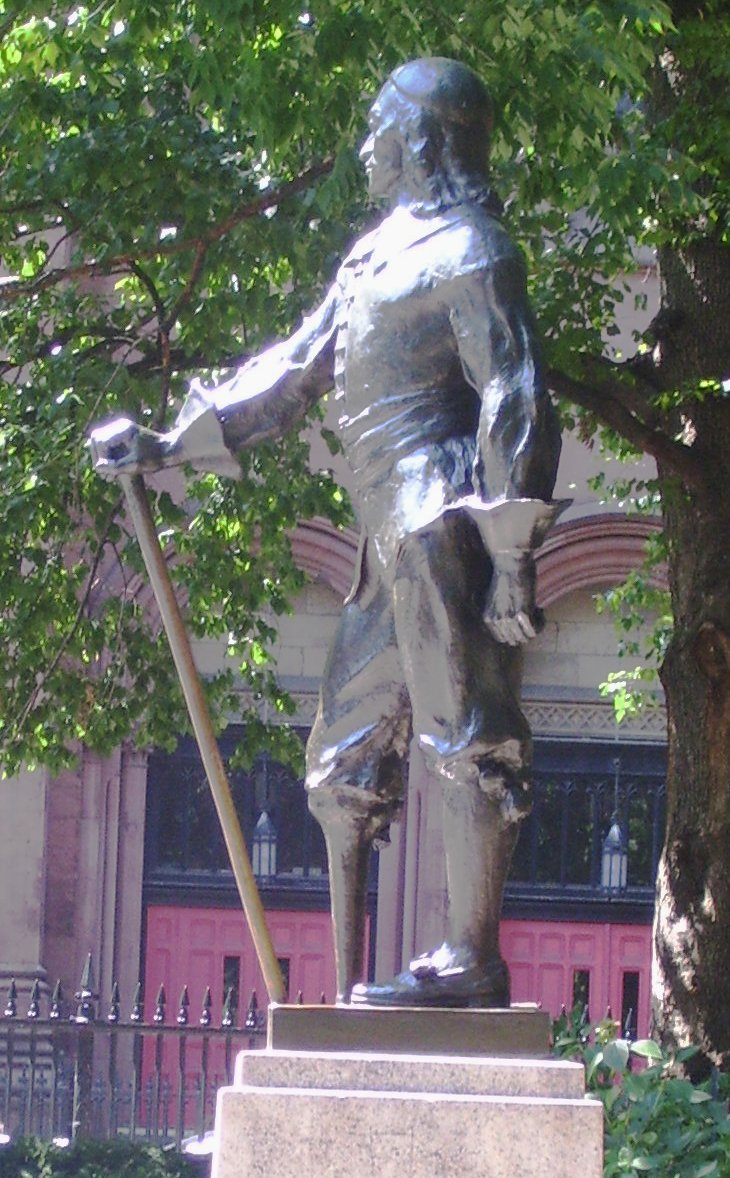
Peter Stuyvesant, New York
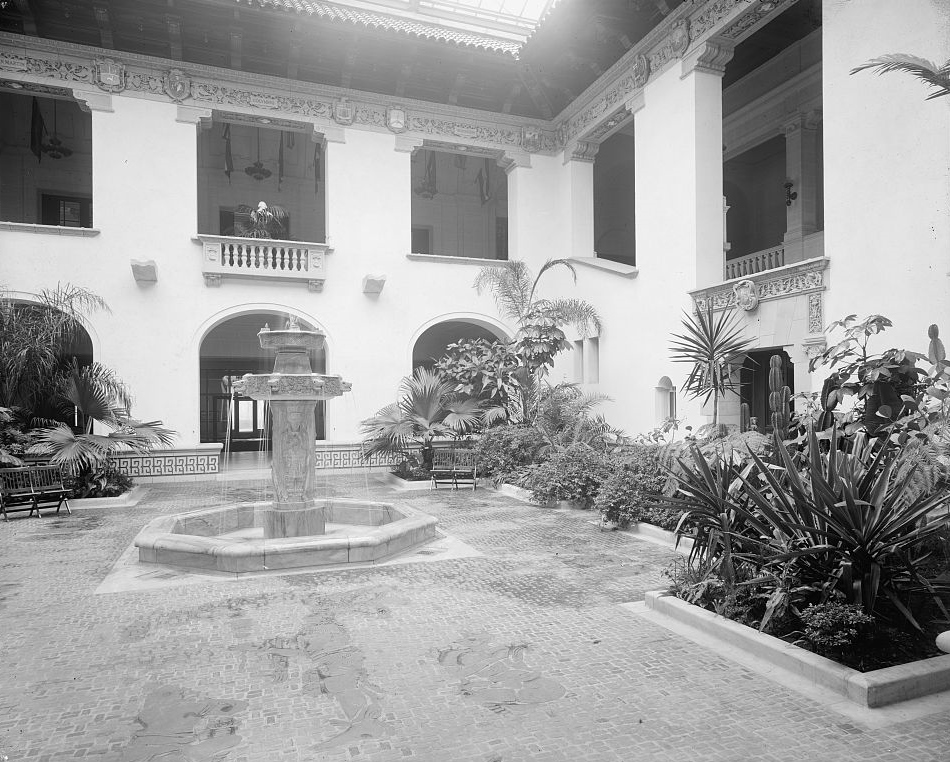
Fontaine aztèque, bâtiment de l'Union panaméricaine, Washington, DC
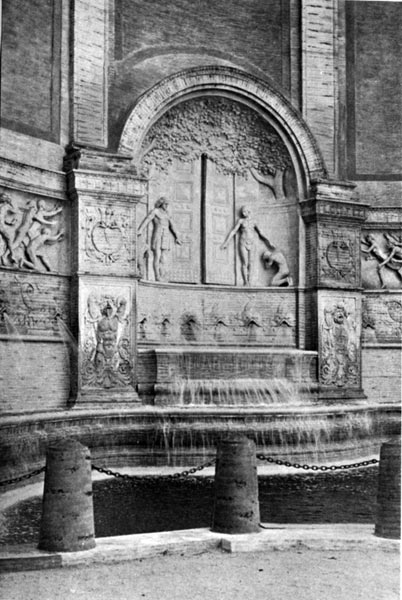
Fontaine d'El Dorado, détail, Exposition Panama-Pacifique de 1915

## Mécénat artistique

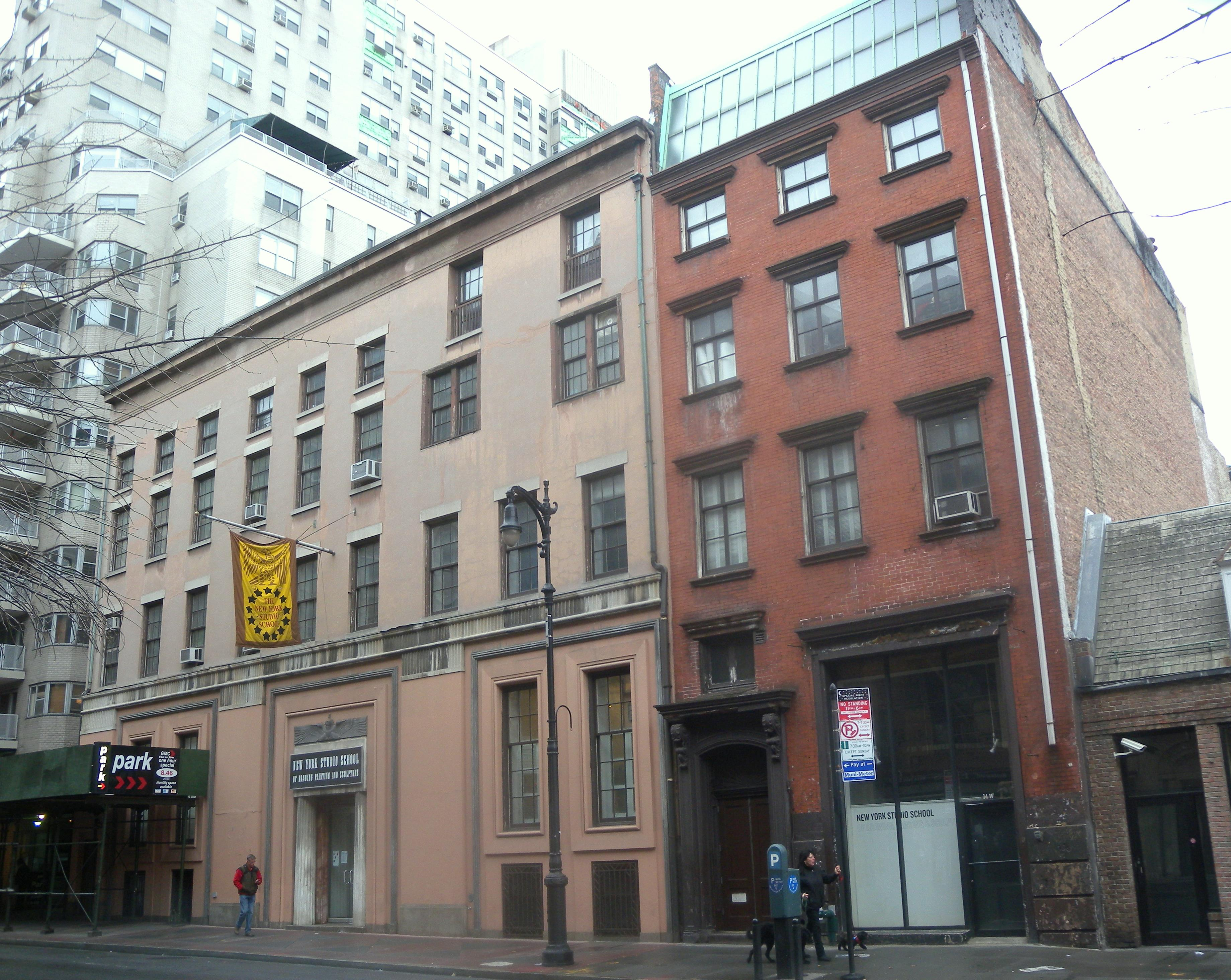
Studio et musée sur West Eighth Street à Greenwich Village.

Sa grande richesse lui donne l'opportunité de devenir mécène des arts, mais elle se consacre consacrée à l'avancement des femmes dans l'art, en soutenant et en exposant dans des expositions réservées aux femmes et en veillant à ce que les femmes soient incluses dans des expositions mixtes. Elle soutient l'exposition d'œuvres d'art à l'échelle locale et nationale, notamment l'Armory Show de 1913 à New York. Whitney fait également don d'argent à la Society of Independent Artists fondée en 1917, qui vise à promouvoir les artistes qui s'écartent des normes académiques. Elle achète des œuvres de nouveaux artistes, notamment de l'Ash Can School. En 1922, elle finance la publication du magazine The Arts, pour éviter sa disparition. Elle est le principal bailleur de fonds de la Guilde internationale des compositeurs, une organisation créée pour promouvoir l'interprétation de la musique moderne. 
En 1892, la fortune de Gertrude Vanderbilt Whithney aide à financer le lancement de la revue de mode, Vogue ; en 1913, une première photo d'elle, par Adolf de Meyer, est publiée dans ce magazine de mode. 
En 1908, Whitney ouvre la Whitney Studio Gallery dans les mêmes bâtiments que son propre studio sur West Eighth Street à Greenwich Village. Des artistes tels que Robert Henri et Jo Davidson sont invités à y présenter leurs œuvres. En 1914, elle crée également le Whitney Studio Club au 147 West 4th Street, en tant que club d'artistes où les jeunes artistes peuvent se rencontrer et discuter, ainsi qu'exposer leurs œuvres. Elle fournit un logement à proximité à bon nombre d'entre eux, ainsi que des allocations pour couvrir leurs frais de subsistance dans leur pays et à l'étranger. Le Whitney Studio Club s'agrandit à nouveau, en taille et en étendue de programmation, lorsque son siège social est déplacé de West Fourth Street à West Eighth Street en 1923. Ces premières galeries allaient évoluer pour devenir le plus grand héritage de Whitney, le Whitney Museum of American Art, sur le site de ce qui est aujourd'hui la New York Studio School of Drawing, Painting and Sculpture. 
En 1929, Whitney propose au Metropolitan Museum of Art de New York le don de sa collection de vingt-cinq ans de près de 700 œuvres d'art moderne américain et le paiement intégral de la construction d'une aile destinée à accueillir ces œuvres. Son offre est refusée car le musée ne veut pas admettre l'art américain ; en 1931, Whitney décide de créer son propre musée en rénovant et en agrandissant l'un de ses propres studios. Elle nomme Juliana Force, qui est son assistante depuis 1914, comme première directrice du musée, qui a pour objectif d'adopter le modernisme, s'éloignant de l'idée selon laquelle l'art américain est en grande partie rural et de portée limitée. 

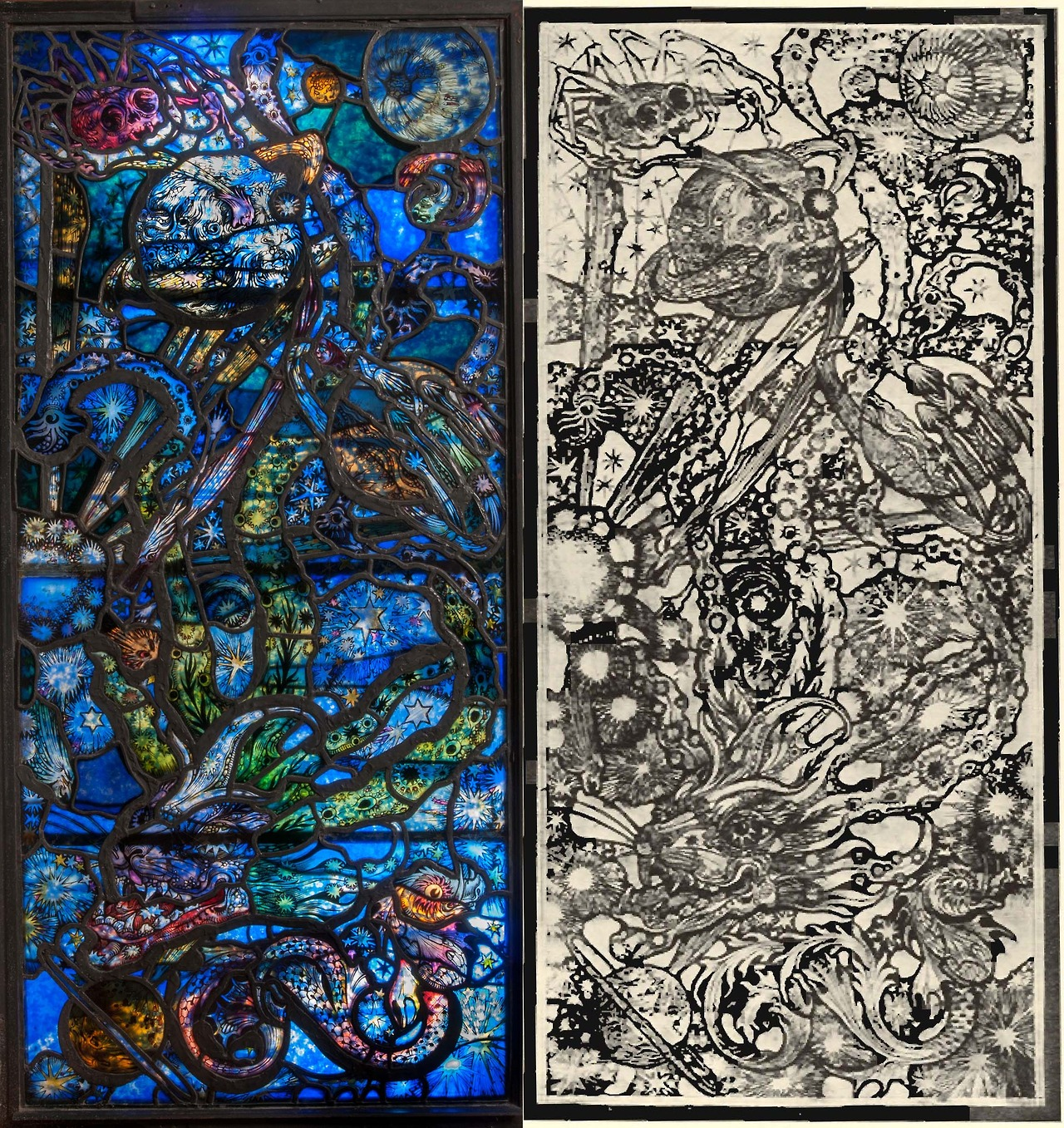
Robert Winthrop Chanler, l’un des sept vitraux du Whitney Studio, New York, 1918-1923, collection privée.

Un souvenir coloré d'une de ses fêtes célébrant ses amis artistes est raconté par l'artiste Jerome Myers : 

« En souvenir de cela, une fête est organisée chez Mme Gertrude Vanderbilt Whitney, dans sa propriété de Long Island, les artistes présents étant un véritable catalogue de célébrités, de peintres et de sculpteurs. Je peux à peine visualiser, et encore moins décrire, les nombreuses scènes changeantes de nos divertissements : des piscines creusées et de magnifiques paons blancs comme décorations linéaires s'étendant dans les jardins ; dans leurs cages oscillantes, des aras brillants hochant le bec vers George Luks comme s'ils se souvenaient d'avoir posé pour ses photos d'eux ; Robert Chanler nous montrant ses photos de mer exotiques, des visions bleu-vert dans une salle de bain marine ; et Mme Whitney nous montrant son studio, le seul endroit sur terre où elle pouvait trouver la solitude. Ici, les artistes se sentaient chez eux, l'hospitalité de Whitney toujours gracieuse et sincère »1940

— Jerome Myers, Artist in Manhattan
Son studio de Greenwich Village a été nommé Trésor national par le National Trust for Historic Preservation, lui conférant ainsi le statut de monument historique. 
À la mort de Whitney en 1942, le Whitney Museum of American Art est libéré de sa dette et se voit accorder 2,5 millions de dollars. 

## Vie privée

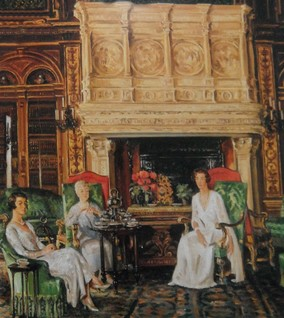
William Ranken, Mme Cornelius Vanderbilt, II et ses filles, Gladys et Gertrude, prenant le thé à la bibliothèque du Breakers Newport, Rhode Island, 1932.

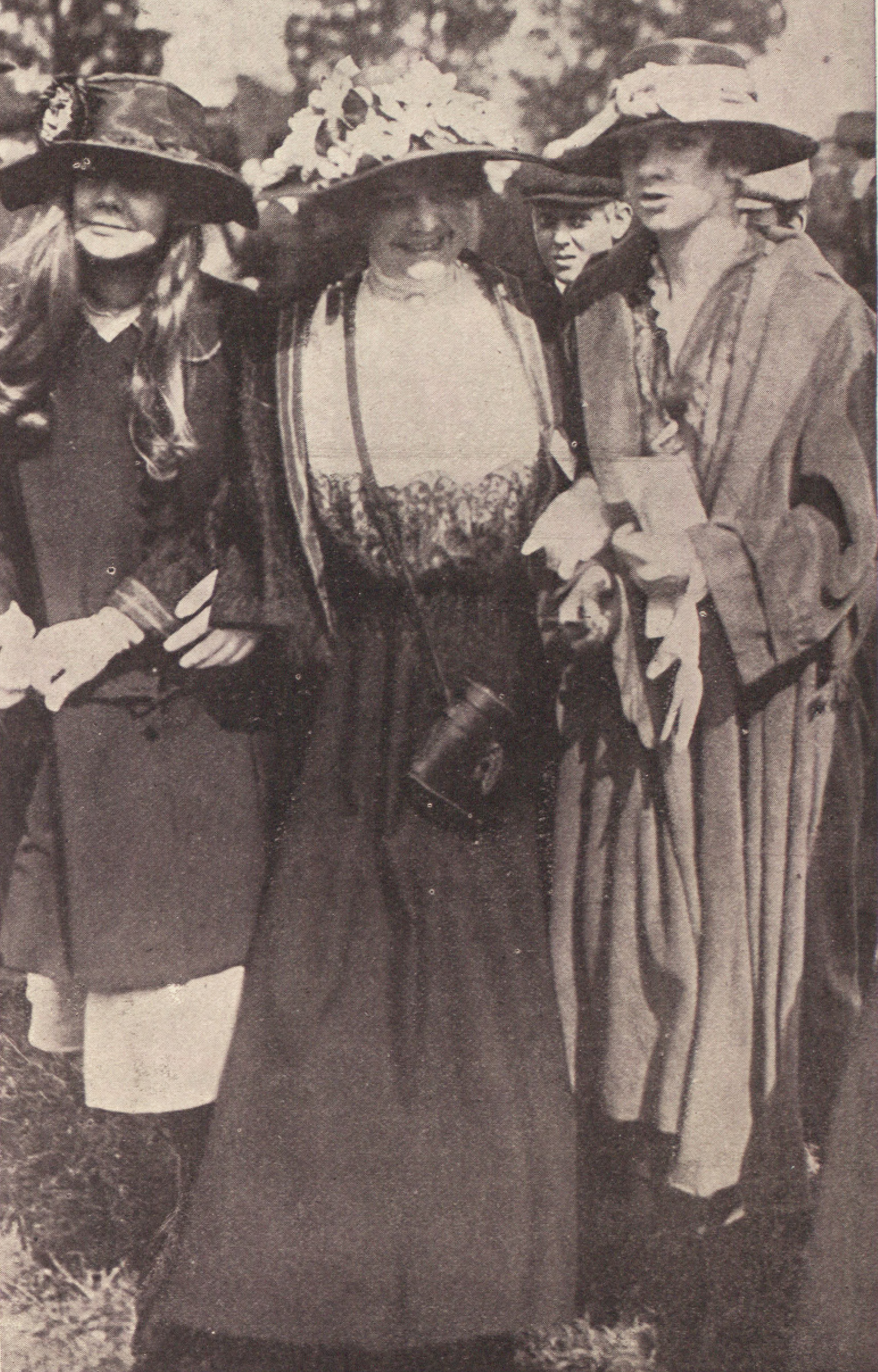
Mrs. Payne Whitney, Miss Joan Whitney, et Miss Flora Whitney au Rockaway Hunting Club Meet, mai 1937.

Gertrude avait une amie chère nommée Esther dans sa jeunesse avec laquelle un certain nombre de lettres d'amour ont été découvertes, rendant explicites les désirs que toutes deux avaient d'une relation physique qui surpassait l'amitié. Esther est la fille de Richard Morris Hunt, l'architecte qui a construit la maison familiale de Gertrude à New York et sa résidence d'été, The Breakers, à Newport, dans le Rhode Island, ainsi que de nombreuses autres demeures des Vanderbilt,. Gertrude considérait que c'était l'un des « frissons de ma vie, quand Esther m'embrassait », et sa mère, Alice, était si préoccupée par leur amitié qu'elle interdisait à Gertrude de voir Esther. La séparation semble avoir fonctionné ; tandis qu'Esther continue d'écrire des lettres de désir déchirantes, Gertrude continue d'avoir une multitude de prétendants masculins.
À l'âge de 21 ans, le 25 août 1896, elle épouse l'homme d'affaires américain, éleveur de chevaux pur-sang, extrêmement riche, Harry Payne Whitney (1872–1930),. Banquier et investisseur, Whitney est le fils de l'homme politique William Collins Whitney et de Flora Payne, la fille de l'ancien sénateur américain de l'Ohio Henry B. Payne et la sœur d'un magnat de la Standard Oil Company. Harry Whitney a hérité d'une fortune dans le pétrole et le tabac, ainsi que d'intérêts dans le secteur bancaire. À New York, le couple vit dans des maisons de ville appartenant à l'origine à William Whitney, d'abord au 2 East 57th St., en face des parents de Gertrude, et après la mort de William Whitney, au 871 Fifth Avenue. Ils possédent également un domaine de campagne à Old Westbury, Long Island. .
Gertrude et Harry Whitney ont trois enfants :
- Flora Payne Whitney (1897–1986),
- Cornelius Vanderbilt Whitney (1899–1992),
- Barbara Whitney (1903–1983 ; m. 1960, à George W. Headley)[53].

Harry Whitney décède d'une pneumonie en 1930, à l'âge de 58 ans, laissant à sa veuve une succession évaluée à 72 millions de $. En 1934, elle se retrouve au centre d'une bataille judiciaire très médiatisée avec la veuve de son frère Reginald, Gloria Morgan Vanderbilt, pour la garde de sa nièce de dix ans, Gloria Vanderbilt. Son apparente froideur fait d'elle une cible idéale pour la presse, qui s'apitoie sur la « fragile et frivole jeune mère » Gloria Morgan Vanderbilt, tandis que Gertrude — qui était surnommée la « Dame de fer hautaine » — passe pour sa tortionnaire. Elle obtient la garde de sa nièce à la fin de cette bataille. 
Gertrude Whitney décède le 18 avril 1942,, à l'âge de 67 ans, et est enterrée à côté de son mari au cimetière de Woodlawn dans le Bronx, à New York. La cause présumée de son décès serait une maladie cardiaque.
Sa fille Flora Whitney Miller a repris les fonctions de sa mère à la tête du Whitney Museum et a été remplacée par sa fille, Flora Miller Biddle.

## Prix et distinctions
- Médaille de récompense à l'Exposition universelle de 1915 pour La Fontaine d'El Dorado, 1915[29],[42]
- Membre associé de la National Sculpture Society, 1916[42]
- Médaille de la New York Society of Architects pour le Mémorial de la Première Guerre mondiale de Mitchel Square, 1923
- Diplôme honorifique, Université de New York, 1922[61]
- Diplôme honorifique, Université Tufts, 1924[61]
- Médaillon de bronze au Salon de Paris pour Buffalo Bill – L'Éclaireur, 1924 [42]
- Médaille de la Légion d'honneur française, 1926[42]
- Diplôme honorifique, Université Rutgers, 1934[61]
- Élue membre honoraire de l'American Institute of Architects, 1934[29]
- Diplôme honorifique, Russell Sage College, 1940[61]
- Associé de l'Académie nationale de design, 1940[61]
- Médaille d'honneur de la National Sculpture Society, 1940

## Postérité
En 1982, la vie de la nièce de Gertrude Vanderbilt Whitney, Gloria Vanderbilt, qui avait fait l'objet d'une longue bataille juridique concernant sa garde, est adaptée dans une mini-série télévisée d'après le livre de Barbara Goldsmith, sous le titre éponyme Little Gloria Happy At Last. Le rôle de Gertrude est interprété par Angela Lansbury, qui obtient une nomination aux Emmy Awards pour sa prestation.
En 1999, la petite-fille de Gertrude Whitney, Flora Miller Biddle, publie un livre de souvenirs sur la famille, The Whitney women and the museum they made (« Les Femmes de la famille Whitney et le musée qu'elles ont créé »). Gertrude Whitney a également fait l'objet d'une biographie de BH Friedman en 1978, Gertrude Vanderbilt Whitney: A Biography.